# قمشلو (تشاراويماق)
قمشلو (بالفارسية: قمشلو) هي منطقة سكنية تقع في قسم تشاراويماق المركزي في إيران. يقدر عدد سكانها بـ 85 نسمة .